# Lijst van beelden in Jerevan
Dit is een (niet complete) lijst van standbeelden en monumenten in Jerevan, de hoofdstad van Armenië.

## Standbeelden
| Jaar | Foto | Persoon                                                           | Locatie                                                                           | Beeldhouwer                               | Architect                                   |
| ---- | ---- | ----------------------------------------------------------------- | --------------------------------------------------------------------------------- | ----------------------------------------- | ------------------------------------------- |
| 1931 |      | Stepan Sjahoemjan                                                 | Stepan Sjahoemjan-plein, district Kentron                                         | Sergej Merkoerov                          | Ivan Zjoltovski                             |
| 1933 |      | Chatsjatoer Abovjan                                               | Huismuseum van Chatsjatoer Abovjan, Kanaker                                       | Andreas Ter-Maroekjan                     |                                             |
| 1949 |      | Aleksandr Poesjkin                                                | Aleksandr Poesjkinschool no. 8, district Kentron                                  | Grigor Aharonjan                          |                                             |
| 1950 |      | Chatsjatoer Abovjan                                               | Chatsjatoer Abovjanplein, district Kentron                                        | Soeren Stepnanjan                         | Gevorg Tamanjan                             |
| 1950 |      | Nelson Stepanjan                                                  | Kinderpark, district Kentron                                                      | Ara Sargsjan                              | Grigor Aghababajan                          |
| 1955 |      | Ghazaros Aghajan                                                  | Ghazaros Aghajan school no. 63, Kievstraat, district Arabkir                      | Jerem Vardanjan                           |                                             |
| 1955 |      | Komitas Vardapet                                                  | Komitas-pantheon, district Sjengavit                                              | Ara Haroetjoenjan                         | Grigor Aghababajan                          |
| 1956 |      | Nar-Dos                                                           | Nar-Dos School no. 14, Jervand Kotsjarstraat, district Kentron                    | S. Manasjan                               |                                             |
| 1956 |      | Hoenan Avetisjan                                                  | Hoenan Avetisjanschool no. 74, Bagratoenjatsstraat, district Sjengavit            | Teresa Mirzojan                           | Edoeard Sarapjan                            |
| 1956 |      | Anton Tsjechov                                                    | Anton Tsjechovschool no. 55, Baghramjan Avenue, district Kentron                  | Grigor Aharonjan                          | Edoeard Sarapjan                            |
| 1957 |      | Simon Zakijan                                                     | Kinderpark, district Kentron                                                      | Ara Haroetjoenjan                         | S. Nersisijan                               |
| 1957 |      | Stepan Sjahoemjan                                                 | Stepan Sjahoemjanschool no. 1, Masjtots Avenue, district Kentron                  | Sargis Baghdasarjan                       | Jim Torosjan                                |
| 1957 |      | Hovhannes Toemanjan                                               | Vrijheidsplein), district Kentron                                                 | Ara Sargsjan                              | Grigor Aghababajan                          |
| 1957 |      | Aleksandr Spendiarjan                                             | Vrijheidsplein, district Kentron                                                  | Ghoekas Tsjoebarjan, Ara Sargsjan         | Feniks Darbinjan, Grigor Aghababajan        |
| 1958 |      | Aleksandr Sjirvanzade                                             | Sjirvanzadeschool no. 21, Komitas Avenue, district Arabkir                        | Ara Haroetoenjan                          | Feniks Darbinjan                            |
| 1959 |      | David van Sasoen                                                  | David van Sasoenplein, station van Jerevan, district Jerebuni                     | Jervand Kotsjar                           | Mikael Mazmanjan                            |
| 1961 |      | Aghasi Khanjian                                                   | Komitas-pantheon, district Shengavit                                              | Nikoghayos Nikoghosyan                    | Grigor Aghababayan                          |
| 1963 |      | Sajat-Nova                                                        | nabij de Sayat-Nova-muziekacademie, district Kentron                              | Ara Haroetoenjan                          | Edoeard Sarapjan                            |
| 1963 |      | Ananja Sjirakatsi                                                 | Matenadaran, district Kentron                                                     | Grigor Badaljan                           |                                             |
| 1964 |      | Vahan Terjan                                                      | Vahan Terian School no. 60, Tigran Mets Avenue, district Erebuni                  | Arsjam Sjahinjan                          | B. Haroetoenjan                             |
| 1965 |      | Moses van Chorene                                                 | Matenadaran, district Kentron                                                     | Jerem Vardanjan                           |                                             |
| 1965 |      | Mikael Nalbandian                                                 | Circelpark, Nalbandian street, district Kentron                                   | Nikaghajos Nikoghosjan                    | Dzjim Torosjan                              |
| 1965 |      | Avetik Isahakjan                                                  | Abovjanstraat, district Kentron                                                   | Sargis Baghdasarjan                       | Liparit Madojan                             |
| 1965 |      | Hagop Baronjan                                                    | Vrijheidslaan, district Kanaker-Zejtoen                                           | Sargis Baghdasarjan                       |                                             |
| 1967 |      | Mesrop Masjtots                                                   | Matenadaran, district Kentron                                                     | Ghoekas Tsjoebarjan                       |                                             |
| 1967 |      | Mchitar Gosj                                                      | Matenadaran, district Kentron                                                     | Ghoekas Tsjoebarjan                       |                                             |
| 1967 |      | Frik                                                              | Matenadaran, district Kentron                                                     | Soeren Nazarjan                           |                                             |
| 1967 |      | Toros Roslin                                                      | Matenadaran, district Kentron                                                     | Arsjam Sjahinjan                          |                                             |
| 1967 |      | Grigor Tatevatsi                                                  | Matenadaran, district Kentron                                                     | Adibek Grigoryan                          |                                             |
| 1967 |      | Vahagn, de monsterdoder                                           | Admiraal Isakov Avenue, district Malatia-Sebastia                                 | Karlen Noerinjanjan                       |                                             |
| 1970 |      | Stepan Shahumyan                                                  | Sebastiastraat, district Malatia-Sebastia                                         | Friedrich Soghoyan                        |                                             |
| 1970 |      | Hratsja Atsjarjan                                                 | Hratsja Atsjarjanschool no. 72, Koryun street, district Kentron                   | Rafajel Jekmaljan, Hovhannes Hovhannisjan |                                             |
| 1971 |      | Liparit Mkhchyan                                                  | Engels park, district Kentron                                                     | Hovhannes Hovhannisjan                    |                                             |
| 1972 |      | Daniel Varoejan                                                   | Daniel Varoejanschool no. 89, Sebastja street, district Malatja-Sebastja          | Torgom Tsjorektsjan                       |                                             |
| 1972 |      | Gabriel Soendoekjan                                               | Engels park, district Kentron                                                     | Ara Haroetoenjan                          |                                             |
| 1973 |      | Levon Orbeli                                                      | Gebroeders Orbelistraat, district Arabkir                                         | Gabriel Jeproan                           |                                             |
| 1973 |      | Armenak Mnjojan                                                   | the Technological Center of Organic Chemistry, Azatutyan Avenue, district Arabkir | S. Manasyan, Hovhannes Muradyan           |                                             |
| 1974 |      | Alexander Tamanian                                                | Cascade-monument, Tamanianstraat, district Kentron                                | Artashes Hovsepyan                        | S. Petrosyan                                |
| 1974 |      | Aleksandr Gribojedov                                              | Naast de Rossiya-cinema, Tigran Mets Avenue, district Kentron                     | Hovhannes Bejanyan                        | Spartak Kndeghtsyan                         |
| 1974 |      | Nairi Zarian                                                      | Nairi Zarian School no. 130, Hakob Hakobyanstraat achteruitgang, district Arabkir | Nikoghayos Nikoghosyan                    | Jim Torosyan                                |
| 1975 |      | Hayk                                                              | Eerste blok van het district Nor-Nork                                             | Karlen Nurinjanyan                        |                                             |
| 1975 |      | Vardan Mamikonian                                                 | Circelpark, district Kentron                                                      | Yervand Kochar                            | Stepan Kyurkchyan                           |
| 1975 |      | Hayk Gyulikekhvyan                                                | Mashtots Avenue, district Kentron                                                 |                                           |                                             |
| 1977 |      | Hayk Bzhishkyan                                                   | Gai Avenue, district Nor-Nork                                                     | Suren Nazaryan                            | Sarkis Gurzadyan                            |
| 1978 |      | Paruyr Sevak                                                      | Paruyr Sevak School no.123, Avanesovstraat, district Erebuni                      | Ara Shiraz                                | Jim Torosyan                                |
| 1980 |      | Alexander Myasnikyan                                              | Aleksandr Myasnikyanplein, district Kentron                                       | Ara Shiraz                                |                                             |
| 1982 |      | Tork Angegh                                                       | Gai Avenue, district Nor-Nork                                                     | Karlen Nurinjanyan                        |                                             |
| 1982 |      | Lev Tolstoj                                                       | Leo Tolstoy school no. 128, Azatutyan Avenue, district Arabkir                    | Levon Tokmajyan                           | Romeo Julhakyan                             |
| 1984 |      | William Saroyan                                                   | Komitas-pantheon, district Shengavit                                              | Ara Shiraz                                | Jim Torosyan                                |
| 1985 |      | Vahagn, de monsterdoder                                           | Vagharshyanstraat, district Arabkir                                               | Armen Aghalyan, G. Grigoryan              | Varazdat Haroetoenjan                       |
| 1985 |      | Vahagn, de monsterdoder                                           | Groot patriottisch Oorlogsmemorialpark, district Malatia-Sebastia                 | Suren Nazaryan                            | Garry Rashidyan                             |
| 1985 |      | David Anhaght                                                     | David Anhaghtstraat, district Kanaker-Zeytun                                      | Serzh Mehrabyan                           | Eduard Safaryan                             |
| 1985 |      | Yeghishe Charents                                                 | Circelpark, district Kentron                                                      | Nikoghayos Nikoghosyan                    | Jim Torosyan                                |
| 1986 |      | Martiros Sarian                                                   | Martiros Saryanpark, district Kentron                                             | Levon Tokmajyan                           | Artur Tarkhanyan                            |
| 1987 |      | Raffi                                                             | Raffi School no. 36, Komitas Avenue, [district Arabkir                            | Khachatur Iskandaryan                     |                                             |
| 1987 |      | Hakob Meghapart                                                   | nabij het Armenpress-gebouw, Saryanstraat, district Kentron                       | Khachatur Iskandaryan                     |                                             |
| 1987 |      | Armen Tigranjan                                                   | Cirkelpark, district Kentron                                                      | Artashes Hovsepyan                        |                                             |
| 1988 |      | Komitas Vardapet                                                  | nabij het Komitas-staatsconservatorium van Jerevan, district Kentron              | Ara Haroetoenjan                          | Feniks Darbinjan                            |
| 1989 |      | Tigran Petrosjan                                                  | nabij het Tigran Petrosian-schaakhuis, district Kentron                           | Ara Shiraz                                | Karlen Ananyan                              |
| 1989 |      | Hovhannes Shiraz                                                  | Komitas-pantheon, district Shengavit                                              | Ara Shiraz                                | Aslan Mkhitaryan                            |
| 1990 |      | Vahan Tekeyan                                                     | Vahan Tekeyan School no. 92, Armin T. Wegnerstraat, district Malatia-Sebastia     | Levon Tokmajyan                           |                                             |
| 1990 |      | Suren Spandaryan                                                  | Garegin Nzhdehplein, district Shengavit                                           | Tom Gevorgyan                             | L. Gevorgyan, G. Haroetoenjan, V. Gevorgyan |
| 1990 |      | Garegin Nzhdeh                                                    | Christaporstraat 36/1, district Erebuni                                           | Romik Galstyan                            |                                             |
| 1991 |      | Oude bloemenverkoper of Kara-bala (echte naam Stepan Harutyunian) | Abovyanstraat, district Kentron                                                   | Levon Tokmajyan                           |                                             |
| 1993 |      | Artur Karapetyan                                                  | Artur Karapetyanpark, district Shengavit                                          | R. Balayan                                |                                             |
| 1995 |      | Moses van Chorene                                                 | Staatsuniversiteit van Jerevan, district Kentron                                  | A. Poghosyan                              |                                             |
| 1997 |      | Generaal José de San Martín                                       | Argentine Republic School no. 76, Baghramyan Avenue, district Kentron             |                                           |                                             |
| 1998 |      | Leonid Engibaryan                                                 | Yerevan Circus, district Kentron                                                  | Levon Tokmajyan                           | Aslan Mkhitaryan                            |
| 1999 |      | Anania Shirakatsi                                                 | Staatsuniversiteit van Jerevan, district Kentron                                  | Aram Gharibyan                            |                                             |
| 1999 |      | Andranik Ozanian                                                  | Vahan Zatikyanpark, district Malatia-Sebastia                                     | Rafik Sargsyan                            | Ashot Smbatyan                              |
| 1999 |      | Aram Chatsjatoerjan                                               | Operatheater, district Kentron                                                    | Yuri Petrosyan                            | Romik Martirosyan                           |
| 1999 |      | Sergej Paradzjanov                                                | Komitas Pantheon, district Shengavit                                              | Ara Shiraz                                | Aslan Mkhitaryan                            |
| 2000 |      | Koning Trdat III                                                  | district Malatia-Sebastia                                                         | Rafik Sargsyan                            |                                             |
| 2000 |      | Noach                                                             | Presidentieel paleis, Baghramyan Avenue, district Kentron                         | Levon Tokmajyan                           |                                             |
| 2000 |      | Tigranes de Grote                                                 | Presidentieel paleis, Baghramyan Avenue, district Kentron                         | Levon Tokmajyan                           |                                             |
| 2000 |      | William Saroyan                                                   | William Saroyan School no. 138, Margaryan 1st backway, district Ajapnyak          | Tigran Arzumanyan                         |                                             |
| 2000 |      | Vahan Terian                                                      | Cirkelpark, district Kentron                                                      | Norayr Karganyan                          | Hamlet Khachatryan                          |
| 2001 |      | Andrej Sacharov                                                   | Sakharov square, district Kentron                                                 | Tigran Arzumanyan                         | Levon Ghalumyan                             |
| 2001 |      | Vahan Zatikyan                                                    | Vahan Zatikyanpark, district Malatia-Sebastia                                     | Rafik Sargsyan                            | Ashot Smbatyan                              |
| 2002 |      | Andranik Ozanian                                                  | Nabij de Sint-Gregoriuskathedraal, district Kentron                               | Ara Shiraz                                | Aslan Mkhitaryan                            |
| 2002 |      | Argishti I van Urartu                                             | Nabij het Erebuni-museum, district Erebuni                                        | Levon Tokmajyan                           | Eduard Baroyan                              |
| 2002 |      | Grigor Narekatsi                                                  | Sebastiastraat, district Malatia-Sebastia                                         | Serzh Mehrabyan                           | Ashot Smbatyan                              |
| 2002 |      | Sahak Partev en Mesrop Masjtots                                   | Staatsuniversiteit van Jerevan, district Kentron                                  | Ara Sargsyan                              | Romeo Julhakyan                             |
| 2003 |      | Ivan Ajvazovski                                                   | Nabij de Komitas-kamermuziekhal, Cirkelpark, district Kentron                     | Yuri Petrosyan                            | Stepan Kyurkchyan                           |
| 2003 |      | Soghomon Tehlirian                                                | Shinararneristraat, district Ajapnyak                                             | Levon Tokmajyan                           |                                             |
| 2003 |      | Arno Babajanian                                                   | Operatheater, district Kentron                                                    | Davit Bejanyan                            | Levon Igityan                               |
| 2003 |      | Hovhannes Bagramyan                                               | Amerikaanse Universiteit van Armenië, district Kentron                            | Norayr Karaganyan                         |                                             |
| 2003 |      | Daniel Varoejan                                                   | Daniel Varujanstraat, district Malatia-Sebastia                                   | A. Avetisyan                              |                                             |
| 2004 |      | Tigranes de Grote                                                 | Gai Avenue, district Nor-Nork                                                     | Levon Tokmajyan                           | Razmik Ohanyan                              |
| 2004 |      | Harutyun Shmavonyan                                               | Nabij het persgebouw, Arshakunyats Avenue, district Kentron                       | Levon Tokmajyan                           |                                             |
| 2005 |      | Ivan Isakov                                                       | Admiraal Isakov Avenue, district Kentron                                          | Gevorg Gevorgyan, Robert Balasanyan       | Levon Mkrtchyan                             |
| 2004 |      | Lord Byron                                                        | Fridtjof Nansenpark, district Nor-Nork                                            | Hrazdan Tokmajyan                         |                                             |
| 2004 |      | Franz Werfel                                                      |                                                                                   | A. Avetisyan                              |                                             |
| 2005 |      | Hovhannes Shiraz                                                  | district Malatia-Sebastia                                                         | Ara Shiraz                                | Ashot Smbatyan                              |
| 2005 |      | Minas Avetisian                                                   | Nor Zeytun, district Kanaker-Zeytun                                               | Gevorg Gevorgyan, Robert Balayan          |                                             |
| 2006 |      | Andranik Ozanian                                                  | Fedayis-museum, district Shengavit                                                |                                           |                                             |
| 2006 |      | Sevkaretsi Sako                                                   | Fedayis-museum, district Shengavit                                                |                                           |                                             |
| 2006 |      | Tigran Petrosjan                                                  | Tigran Petrosianstraat, district Davtashen                                        | Norayr Karganyan                          |                                             |
| 2007 |      | Kahlil Gibran                                                     | Beiroetstraat, district Kentron                                                   | Levon Tokmajyan                           |                                             |
| 2007 |      | Kevork Chavush                                                    | Het kruispunt van Beknazaryan- en Mazmanyanstraat, district Ajapnyak              | Levon Tokmajyan                           | Zhirayr Petrosyan                           |
| 2007 |      | Monte Melkonian                                                   | Overwinningspark, district Kanaker-Zeytun                                         |                                           |                                             |
| 2008 |      | Tsovinar, de geboorte van Sanasar en Baghdasar                    | Vahagn Davtyanpark, district Arabkir                                              | Vigen Avetis                              |                                             |
| 2008 |      | William Saroyan                                                   | Het kruispunt van Teryan- en Moskovyanstraat, district Kentron                    | Davit Yerevantsi                          | Ruben Hasratyan, Levon Igityan              |
| 2009 |      | Aram Manukian                                                     | Nabij het politiegebouw, district Kentron                                         | Levon Tokmajyan                           |                                             |
| 2009 |      | Sayat-Nova                                                        | Het kruispunt van Sayat-Nova Avenue en Khanjyanstraat, district Kentron           | Toros Raskelenyan                         |                                             |
| 2009 |      | Viktor Hambartsoemian                                             | Staatsuniversiteit van Jerevan, observatorium, district Kentron                   | Tariel Hakopyan                           | Hayk Asatryan                               |
| 2010 |      | Vahagn Davtyan                                                    | Vahagn Davtyanpark, district Arabkir                                              | Levon Tokmajyan                           |                                             |
| 2010 |      | Gevorg Emin                                                       | Geliefdenpark, district Kentron                                                   | Ashot Aramyan                             |                                             |
| 2011 |      | Fridtjof Nansen                                                   | Het kruispunt van Abovyan- en Moskovyanstraat, district Kentron                   | Garegin Davtyan                           |                                             |
| 2011 |      | Jules Bastien-Lepage                                              | Place de France, district Kentron                                                 | Auguste Rodin                             |                                             |
| 2011 |      | Leonardo da Vinci                                                 | Armeense nationale universiteit van architectuur en constructie, district Kentron | Dino de Ranieri                           |                                             |
| 2012 |      | Alexander Mantashev                                               | AbovyanStraat, district Kentron                                                   | Tigran Arzumanyan                         |                                             |
| 2012 |      | Vahram Papazyan                                                   | Vahram Papazyanstraat, district Arabkir                                           | Levon Tokmajyan                           |                                             |
| 2013 |      | Garo Kahkejian                                                    | Ernst Thälmann School no. 13, Arshakunyats Avenue, district Kentron               |                                           |                                             |
| 2013 |      | Gurgen Margaryan                                                  | Leningradyanstraat, district Malatia-Sebastia                                     |                                           |                                             |
| 2013 |      | Anton Kochinyan                                                   | Anton Kochinyanstraat, district Kentron                                           | Tigran Arzumanyan                         |                                             |
| 2013 |      | Fridtjof Nansen                                                   | Fridtjof Nansenpark, district Nor-Nork                                            |                                           | Albert Sokhikyan                            |
| 2014 |      | Movses Gorgisyan                                                  | Movses Gorgisyanpark, district Shengavit                                          | Hayk Tokmajyan                            |                                             |
| 2014 |      | Avag Petrosyan                                                    | Avag Petrosyanstraat, district Kentron                                            | Tigran Arzumanyan                         | Levon Ghalumyan                             |
| 2014 |      | Calouste Gulbenkian                                               | Calouste Gulbenkianstraat, district Arabkir                                       | Garegin Davtyan                           |                                             |

### Decoratieve beelden
| Jaar | Foto | Naam                                            | Locatie                                                                  | Beeldhouwer             | Architect           |
| ---- | ---- | ----------------------------------------------- | ------------------------------------------------------------------------ | ----------------------- | ------------------- |
| 1965 |      | Handen van vriendschap van Carrara naar Jerevan | Cirkelpark, district Kentron                                             | Ara Haroetoenjan        |                     |
| 1965 |      | Melodie                                         | nabij het Operatheater van Jerevan, district Kentron                     | Sargis Baghdasaryan     |                     |
| 1967 |      | Moeder Armenië                                  | Overwinningspark, district Kanaker-Zeytun                                | Ara Haroetoenjan        | Rafael Israelyan    |
| 1970 |      | Hergeboorte                                     | Cirkelpark, district Kentron                                             | Ruzan Kyurkchyan        |                     |
| 1970 |      | Wachtende                                       | Cirkelpark, district Kentron                                             | Stepan Taryan           |                     |
| 1970 |      | De waterverkoper                                | Stepan Shahumyanplein, district Kentron                                  | Hovhannes Bejanyan      | Spartak Kndeghtsyan |
| 1972 |      | Hypernetic's muze                               | Computerresearch en ontwikkelingsinstituut van Jerevan, district Arabkir | Yervand Kochar          |                     |
| 1973 |      | Anush en Saro                                   | Tumanyanpark, district Ajapnyak                                          | Levon Tokmajyan         |                     |
| 1975 |      | Het meisje van Van                              | Abovyanstraat, district Kentron                                          | Hripsimé Simonyan       |                     |
| 1975 |      | Nor Arabkir                                     | Komitas Avenue, district Arabkir                                         | Spartak Kndeghtsyan     |                     |
| 1976 |      | Pepo                                            | Engels park, district Kentron                                            | Grigor Aharonyan        | Mark Grigoryan      |
| 1982 |      | Moederschap                                     | Pargev Margaryan maternity hospital, Mashtots Avenue, district Kentron   | Joeri Minasyan          |                     |
| 1984 |      | Bergdans                                        | Nabij het "Dvin"-hotel, Hakop Paronyanstraat, district Kentron           | Tigran Arzumanyan       | Ashot Aleksanyan    |
| 1985 |      | Herlevend Armenië                               | Cirkelpark, district Kentron                                             | Khoren Ter-Haroetoenjan |                     |
| 1985 |      | De vrouw van Karabakh                           | nabij het Operatheater, district Kentron                                 | Davit Yerevantsi        |                     |
| 1986 |      | Loretsi Sako                                    | Tumanyanpark, district Ajapnyak                                          | Sargis Baghdasaryan     |                     |
| 1986 |      | Vrede                                           | district Malatia-Sebastia                                                | Suren Nazaryan          |                     |
| 1990 |      | Feniks                                          | Muzikale komedietheater Panonyan, district Kentron                       | William Petrosyan       |                     |
| 1994 |      | Engel                                           | Kinderspoorweg, district Kentron                                         | Hovhannes Muradyan      |                     |
| 1994 |      | Vuurdans (Lilith)                               | Uruguayplein, district Kentron                                           | William Petrosyan       |                     |
| 1994 |      | Jaguar                                          | Kinderspoorweg, district Kentron                                         | William Petrosyan       |                     |
| 2001 |      | Prometheus                                      | Faustus van Byzantiumstraat, district Kentron                            | Yuri Petrosyan          |                     |
| 2002 |      | Kat                                             | Tamanianstraat, district Kentron                                         | Fernando Botero         |                     |
| 2002 |      | Romeinse strijder                               | Tamanianstraat, district Kentron                                         | Fernando Botero         |                     |
| 2002 |      | Moeder herrijzend uit de assen                  | Tsitsernakaberd genocidemonument, district Kentron                       | Rostam Avetisyan        |                     |
| 2003 |      | Melancholia                                     | Faustus van Byzantiumstraat, district Kentron                            | Yervand Kochar          | Ashot Karapetyan    |
| 2007 |      | Mannen (film, 1973)                             | Martiros Saryanpark, district Kentron                                    | Davit Minasyan          |                     |
| 2009 |      | Armenuhi                                        | Geliefdenpark, district Kentron                                          | Hripsime Simonyan       |                     |
| 2012 |      | Eeuwig gedrag                                   | Kruispunt van de Moskovyan- en Terianstraat, district Kentron            | Davit Yerevantsi        | Ruben Hasratyan     |
| 2012 |      | Rokende vrouw                                   | Tamanianstraat, district Kentron                                         | Fernando Botero         |                     |